# بلاش دوم

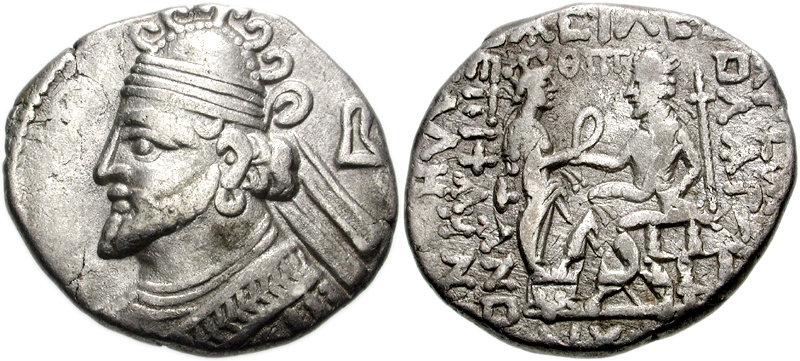
سکه بلاش دوم، ضرب شده در سلوکیه

بلاش دوم یا وَلَگش دوم، شاهزاده اشکانی و یکی از مدعیان سلطنت شاهنشاهی اشکانی در میانه سال‌های ۷۷ تا ۸۰ میلادی بوده‌است.